# Anna Stoeva
Anna Stoeva (bulgarisch Анна Стоева; * 30. Januar 1986 in Moskau) ist eine Filmproduzentin und Drehbuchautorin.

## Leben
Stoeva begann ihre Karriere als Produzentin von Dokumentarfilmen, seit 2011 realisiert sie auch Kurzfilmprojekte. Ihr mit David Dshambassow gedrehter Film Секция 59 (deutsch Sektion 59) wurde 2012 auf dem Kurzfilmfestival „im Palast“ in Warna in der Kategorie Dokumentarfilm ausgezeichnet. Mit drei ihrer Kurzfilme wurde Stoeva 2015 zu den Berlinale Talents geladen.
Gemeinsam mit Till Kleinert ist sie Schöpferin und Headautorin der deutschen Fernsehserie Hausen.

## Filmografie (Auswahl)

### Als Produzentin
- 2012: Sektion 59
- 2013: The Last Black Sea Pirates; ausgezeichnet mit einem FIPRESCI-Preis auf dem Krakowski Festiwal Filmowy[3]
- 2015: Getting Fat in a Healthy Way[4]